# Mmm Mmm Mmm Mmm
Mmm Mmm Mmm Mmm è un singolo del gruppo musicale canadese Crash Test Dummies, pubblicato il 1º ottobre 1993 come primo estratto dal secondo album in studio God Shuffled His Feet.

## Descrizione
Ogni strofa del brano descrive l'isolamento e la sofferenza di un bambino, ognuno dei quali ha una quasi traumatica esperienza: un ragazzo i cui capelli diventano prematuramente bianchi a causa di uno shock, una ragazza con il corpo pieno di voglie e un ragazzo i cui genitori fanno parte di una setta religiosa.
Esiste una versione alternativa, qualche volta cantata nelle esibizioni dal vivo, con l'ultima strofa rimpiazzata da un'altra strofa che parla di un ragazzo a cui la madre gettò via le tonsille dopo una tonsillectomia.
Mmm Mmm Mmm Mmm fu inclusa anche nella colonna sonora del film Scemo & più scemo (1994): un frammento accompagna la scena in cui Jeff Daniels fa l'autostop su una strada degli Stati Uniti orientali, prima di essere prelevato da Jim Carrey su una minimoto.

## Tracce
CD singolo
1. Mmm Mmm Mmm Mmm – 3:53
2. Here I Stand Before Me – 3:07
3. Superman's Song (live) – 4:31

7" singolo
1. Mmm Mmm Mmm Mmm – 3:53
2. Here I Stand Before Me – 3:07

Singolo U.S.A.
1. Mmm Mmm Mmm Mmm – 3:53
2. Superman's Song – 4:31
3. How Does a Duck Know? – 3:42

## Video musicale
Il videoclip, diretto da Dale Heslip, è stato mandato in onda per la prima volta nell'aprile 1994.
È ambientato nel teatro di una scuola in cui dei bambini interpretano i protagonisti delle strofe:
Il primo atto, ambientato in un incrocio stradale, racconta la storia di un ragazzo a cui capita un incidente stradale. Dopo l'incidente, i capelli del ragazzo divennero bianchi a causa dello shock subito.
Il secondo atto racconta di una ragazza che si rifiutava di cambiarsi con le altre ragazze negli spogliatoi, finché un giorno le altre ragazze (raffigurate come degli inquisitori nell'atto) riuscirono a convincerla e videro che il corpo era pieno di voglie.
Il terzo atto racconta di un ragazzo sottomesso dalla dura disciplina dei suoi genitori austeri e quando andavano nella loro chiesa, loro e gli altri "fedeli" barcollavano e si scuotevano durante la funzione.

## Cover
- "Weird Al" Yankovic fece una parodia della canzone, intitolata Headline News e ne fece anche un video.
- I Gem Boy fecero una parodia della canzone, intitolata Federica.
- La band The Rock-afire Explosion fece una cover di questa canzone.
- Nel dodicesimo episodio della nona stagione di "How I Met Your Mother", The Rehearsal Dinner, Alan Thicke e Wayne Brady cantano una versione della canzone con il testo modificato ed ispirato a Barney e Robin.

## Classifiche

### Classifiche internazionali
| Classifica (1994)              | Posizione massima |
| ------------------------------ | ----------------- |
| Australia                      | 1                 |
| Austria                        | 3                 |
| Paesi Bassi                    | 4                 |
| Francia                        | 5                 |
| Germania                       | 1                 |
| Irlanda                        | 3                 |
| Nuova Zelanda                  | 4                 |
| Norvegia                       | 1                 |
| Svezia                         | 1                 |
| Svizzera                       | 7                 |
| Regno Unito                    | 2                 |
| US Billboard Hot 100           | 4                 |
| US Billboard Alternative Songs | 1                 |
| US Billboard Top 40 Mainstream | 6                 |

### Classifiche alla fine dell'anno
| Classifiche (1994)     | Posizione |
| ---------------------- | --------- |
| Australia              | 14        |
| Austria                | 11        |
| Paesi Bassi            | 29        |
| Francia                | 32        |
| Svizzera               | 19        |
| U.S. Billboard Hot 100 | 35        |

### Vendite e certificazioni
| Paese       | Certificazioni | Data           | Vendite |
| ----------- | -------------- | -------------- | ------- |
| Germania    | Oro            | 1994           | 150,000 |
| Norvegia    | Platino        | 1994           | 10,000  |
| Regno Unito | Argento        | 1º maggio 1994 | 200,000 |
| U.S.        | Oro            | 4 luglio 1994  | 500,000 |